# Dalbergia pervillei
Dalbergia pervillei är en ärtväxtart som beskrevs av Wilhelm Vatke. Dalbergia pervillei ingår i släktet Dalbergia, och familjen ärtväxter. IUCN kategoriserar arten globalt som nära hotad. Inga underarter finns listade i Catalogue of Life.